# خورخي كامبوس
جورج كامبوس نافاريتي (بالإسبانية: Jorge Francisco Campos Navarrete)‏، من مواليد 15 أكتوبر 1966، لاعب كرة قدم مكسيكي سابق، ومدرب كرة قدم حالي، أشتهر بأنه كان يلعب في مركز حارس المرمى ومركز قلب الهجوم.

## مسيرته مع الأندية
بدأ كامبوس لعب كرة القدم في عام 1988 مع نادي بوماس، وفي عام 1995 انتقل إلى نادي أتلانتي، وفي موسم 1996/1997 انتقل إلى الدوري الأمريكي وإلى نادي لوس أنجليوس غالاكسي، وعاد في عام 1997 إلى نادي أتلانتي، ولعب أيضا في ذلك العام مع نادي كروز أزول، وفي عام 1998 عاد إلى الدوري الأمريكي ولعب لنادي شيكاغو فاير، وفي موسم 1998/1999 عاد إلى ناديه السابق نادي بوماس، وفي عام 2000 لعب مع نادي تايغرز، وفي عام 2001 لعب مع نادي أتلانتي مرة أخرى، واختتم مسيرته الكروية مع ناديه السابق بوماس في عام 2001.
و قد سجل كامبوس 35 هدف في مسيرته الكروية وكانت جميعها في مستوى الأندية، ومنها الأربعة عشر هدف الذي سجلهم مع نادي بوماس في موسم 1989/1990.

## مسيرته الدولية
بدأ كامبوس مسيرته الدولية مع منتخب المكسيك لكرة القدم في كأس العالم لكرة القدم 1994 وكأس العالم لكرة القدم 1998، وقد لعب مع منتخب المكسيك لكرة القدم 129 مباراة دولية، ولم
1. 1 2  "Jorge Campos". worldfootball.net (بالإنجليزية). Archived from the original on 2020-01-03. Retrieved 2020-03-11.
2. 1 2  "Archived copy". مؤرشف من الأصل في 2016-01-27. اطلع عليه بتاريخ 2015-10-28.{{استشهاد ويب}}:  صيانة الاستشهاد: الأرشيف كعنوان (link)
3. 1 2  Marius (2 يونيو 2012). "ANECDOTARIO DE PORTERÍA: JORGE CAMPOS ¿EL PORTERO MÁS PEQUEÑO?". ANECDOTARIO DE PORTERÍA. مؤرشف من الأصل في 2021-07-18. اطلع عليه بتاريخ 2020-03-11.
4. ↑  "معلومات عن خورخي كامبوس على موقع mlssoccer.com". mlssoccer.com. مؤرشف من الأصل في 2019-04-21.
5. ↑  "معلومات عن خورخي كامبوس على موقع footballdatabase.eu". footballdatabase.eu. مؤرشف من الأصل في 2019-12-18.
6. ↑  "معلومات عن خورخي كامبوس على موقع sports-reference.com". sports-reference.com. مؤرشف من الأصل في 2019-04-25.

 يسجل أي هدف.

## مسيرته كمدرب
بعد أن أعتزل كرة القدم في عام 2002 توجه إلى التدريب، وفي عام 2006 أصبح مساعدا للمدرب ريكاردو لافولبي مدرب منتخب المكسيك لكرة القدم في كأس العالم لكرة القدم 2006.

## روابط خارجية
- خورخي كامبوس على موقع الاتحاد الدولي (مؤرشف)  (الإنجليزية)
- خورخي كامبوس على موقع الدوري الأمريكي (الإنجليزية)
- خورخي كامبوس على موقع قاعدة بيانات كرة القدم.إي يو (الإنجليزية)
- خورخي كامبوس على موقع ناشيونال فوتبول تيمز (الإنجليزية)
- خورخي كامبوس على موقع أوليمبيديا (الإنجليزية)